# 圣马蒂纽 (南大河州)
圣马蒂纽是巴西南大河州的一个市镇。总面积171.661平方公里，总人口5853人，人口密度34.1人/平方公里。